# Dendrobium brymerianum
Dendrobium brymerianum är en orkidéart som beskrevs av Heinrich Gustav Reichenbach. Dendrobium brymerianum ingår i släktet Dendrobium, och familjen orkidéer. Inga underarter finns listade i Catalogue of Life.

## Bildgalleri

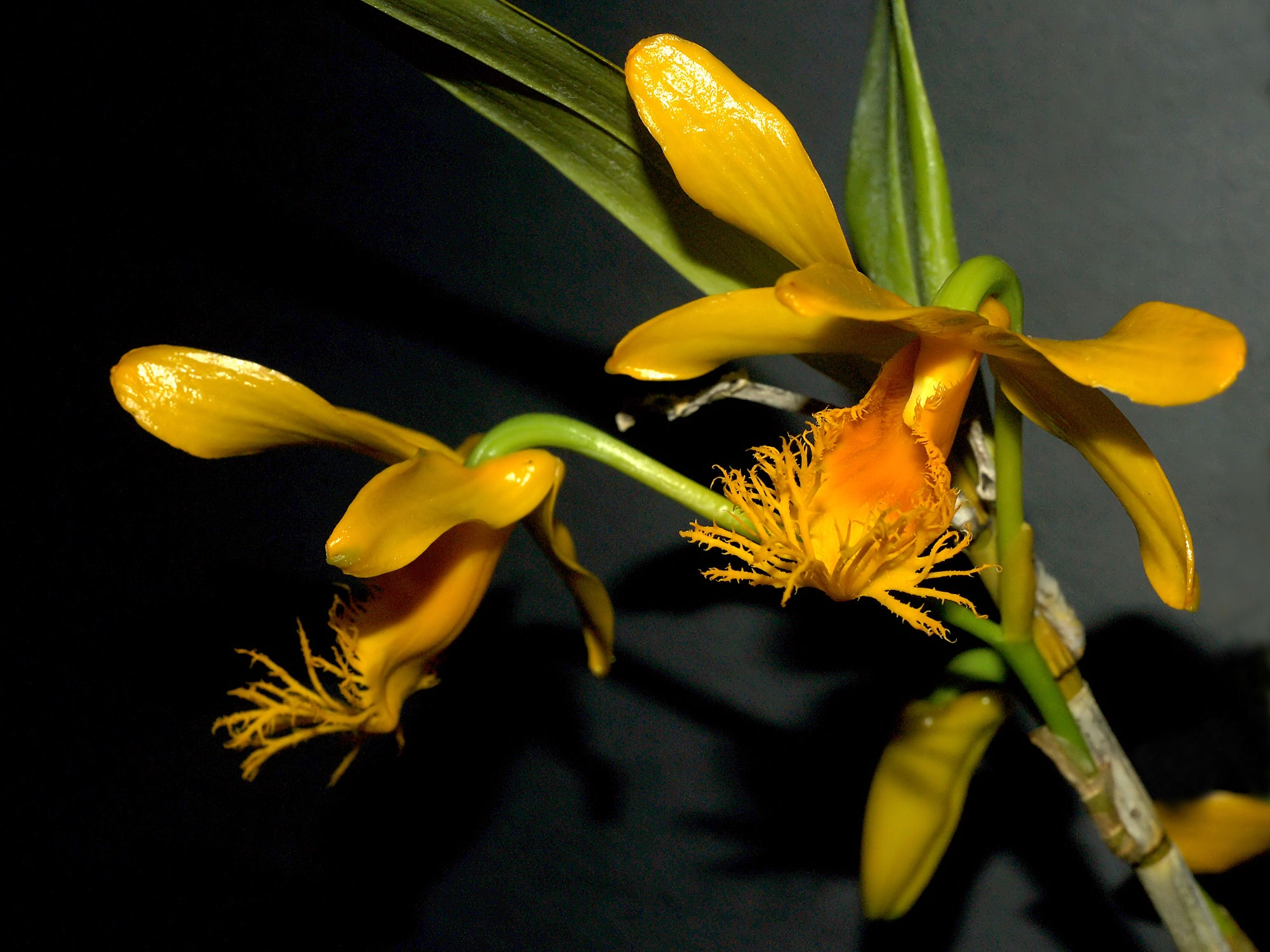
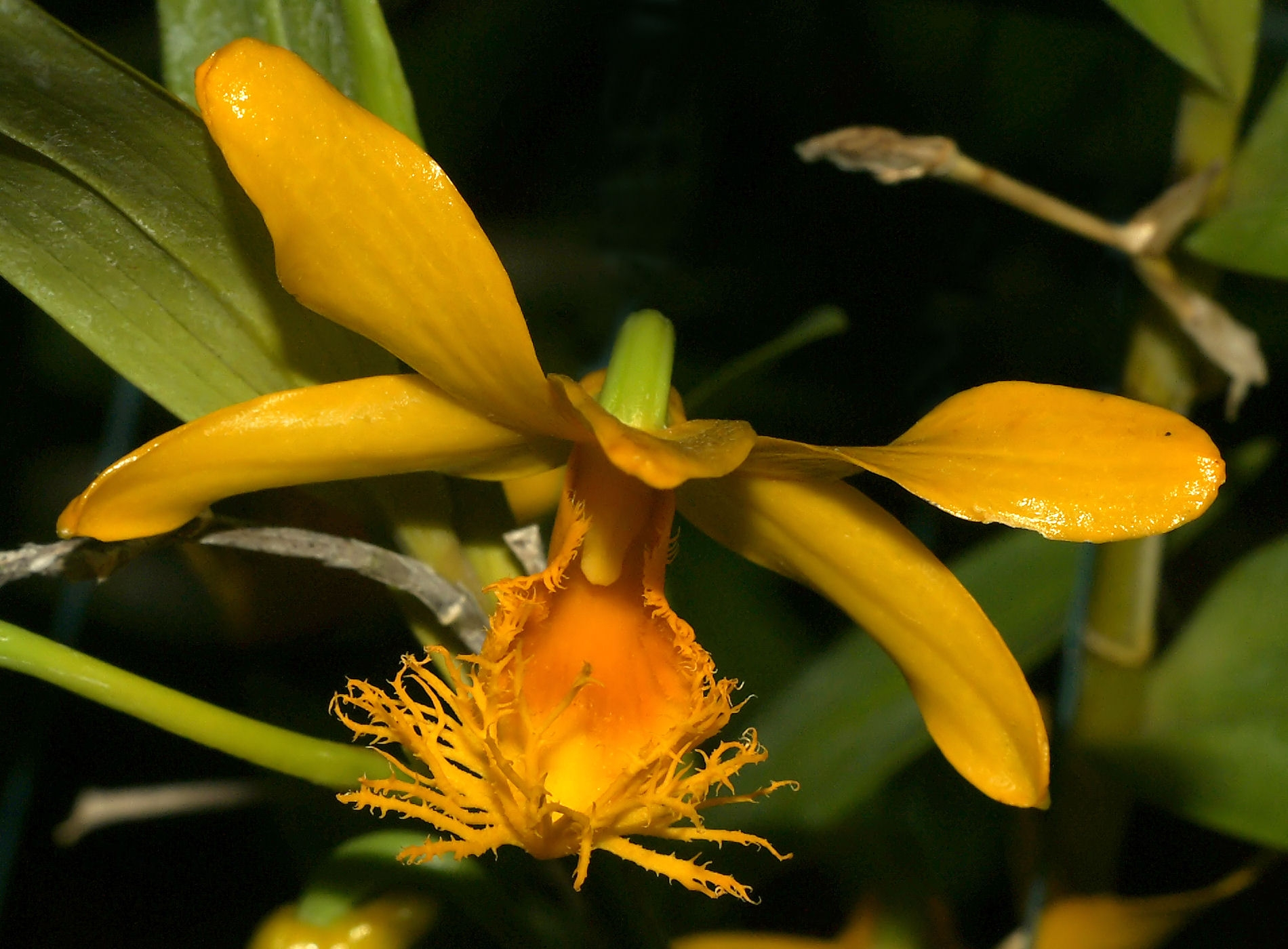
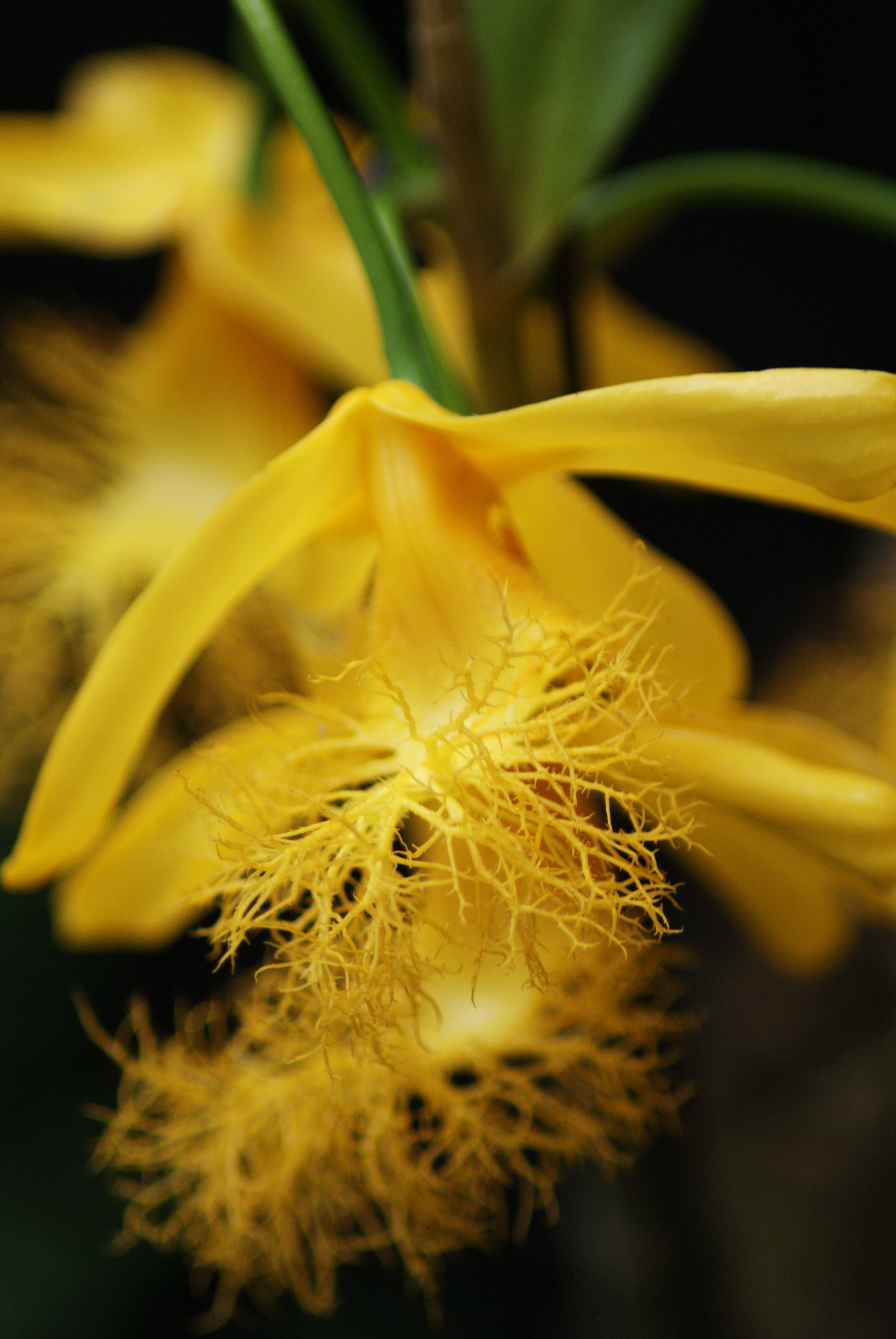
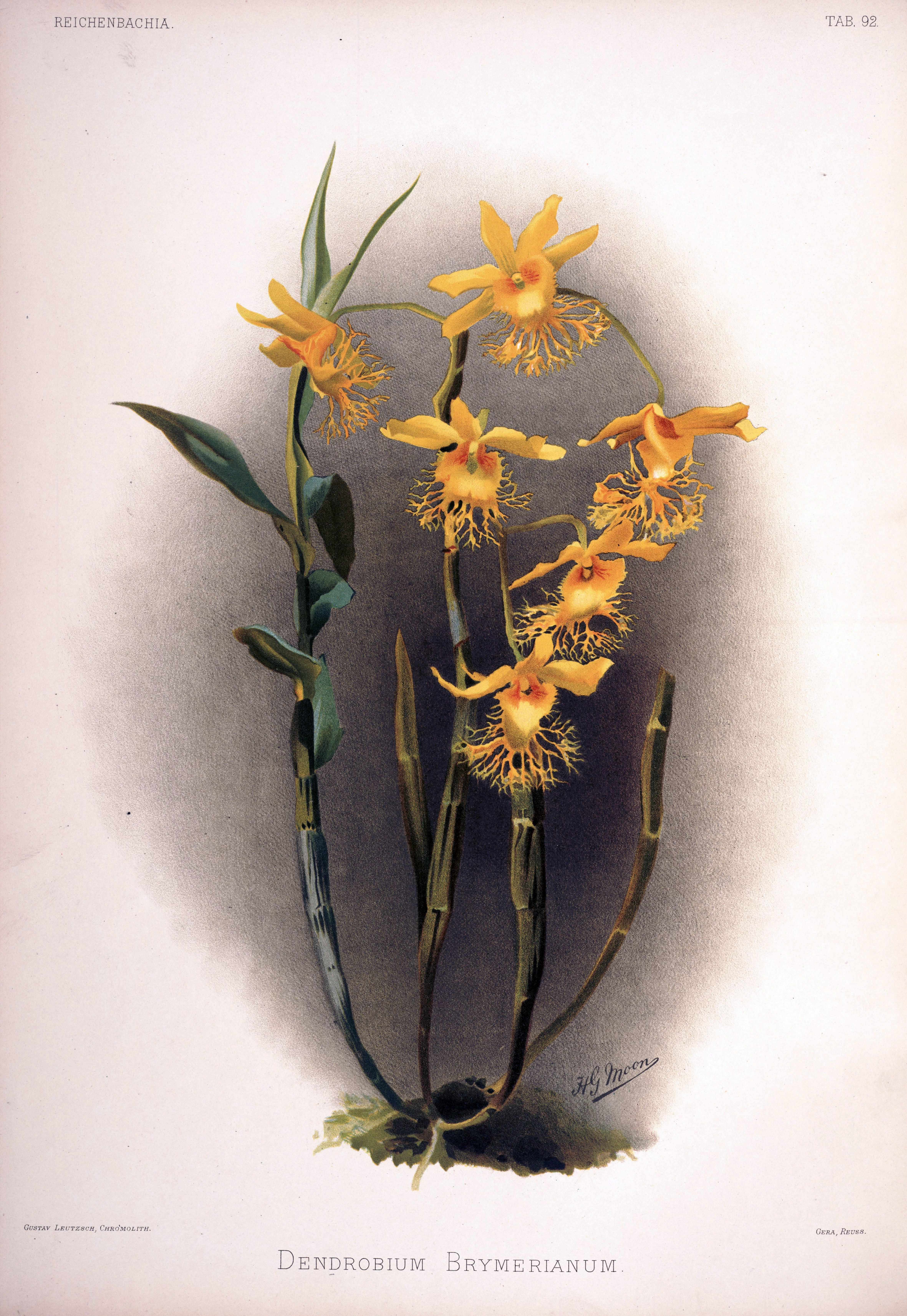